# Cypripedium himalaicum
Зозулині черевички гімалайські (Cypripedium himalaicum) — вид рослини родини зозулинцеві.

## Будова
Рослина висотою до 10 см. Цвіте пізньою весною та раннім літом восковими крихкими квітками на прямій квітоніжці. Квіти мають рожеві, червоні та білі частини.

## Поширення та середовище існування
Зростає на сході Північної Європи та в Північній Азії. Росте на кам'янистому ґрунті на висоті 3000 м. 

## Практичне використання
Вирощується як декоративна рослина. У природних умовах знаходиться під загрозою вимирання.